# Türkische Snooker-Meisterschaft
Die türkische Snooker-Meisterschaft ist ein Wettbewerb zur Ermittlung des Landesmeisters in der Billardvariante Snooker in der Türkei.

## Hintergrund
Als 2006 der Türkische Billardverband gegründet wurde, veranstaltete er noch im selben Jahr auch die erste nationale Türkiye Snooker Şampiyonası. Danach kam jahrelang trotz Planungen kein offizieller Wettbewerb mehr zustande. Erst in den 2010er Jahren erlebte Snooker wieder einen Aufschwung in der Türkei und 2016 wurde vom Verband wieder ein offizieller Landesmeister ermittelt. İsmail Türker hieß der damalige Titelträger. In den folgenden Jahren wurde nicht nur das nationale Turnier verstetigt, die Türkei veranstaltete auch die Amateurweltmeisterschaften 2019 und 2022 und rief mit dem Turkish Masters 2022 ein Profiturnier ins Leben.

## Titelträger
Das Ergebnis von 2006 ist unbekannt. Über 2017 und 2019 liegen keine Informationen vor. Die Ausgänge folgender Meisterschaftskämpfe sind belegt:
| Jahr | Türkischer Meister | Ergebnis | Finalist          | Halbfinalisten 1     |
| ---- | ------------------ | -------- | ----------------- | -------------------- |
| 2016 | İsmail Türker      | 4:3      | Yılmaz Yıldırım   | Nurettin Can Özbakır |
| 2016 | İsmail Türker      | 4:3      | Yılmaz Yıldırım   | Enes Bakırcı         |
| 2018 | Enes Bakırcı       | 4:3      | İsmail Türker     | Soner Parlar         |
| 2018 | Enes Bakırcı       | 4:3      | İsmail Türker     | Yılmaz Yıldırım      |
| 2020 | Enes Bakırcı       | 4:1      | Serdar İstanbullu | Yılmaz Şenel         |
| 2020 | Enes Bakırcı       | 4:1      | Serdar İstanbullu | Kıvanç Karahan       |
| 2021 | İsmail Türker      | 4:1      | Enes Bakırcı      | Kıvanç Karahan       |
| 2021 | İsmail Türker      | 4:1      | Enes Bakırcı      | Yılmaz Yıldırım      |
| 2022 | Enes Bakırcı       | 4:1      | İsmail Türker     | Yılmaz Şenel         |
| 2022 | Enes Bakırcı       | 4:1      | İsmail Türker     | Soner Parlar         |
| 2024 | Enes Bakırcı       | 4:2      | İsmail Türker     | Salim Eren Gürgöze   |
| 2024 | Enes Bakırcı       | 4:2      | İsmail Türker     | Melih Egemen         |